# Choroba Waldmanna

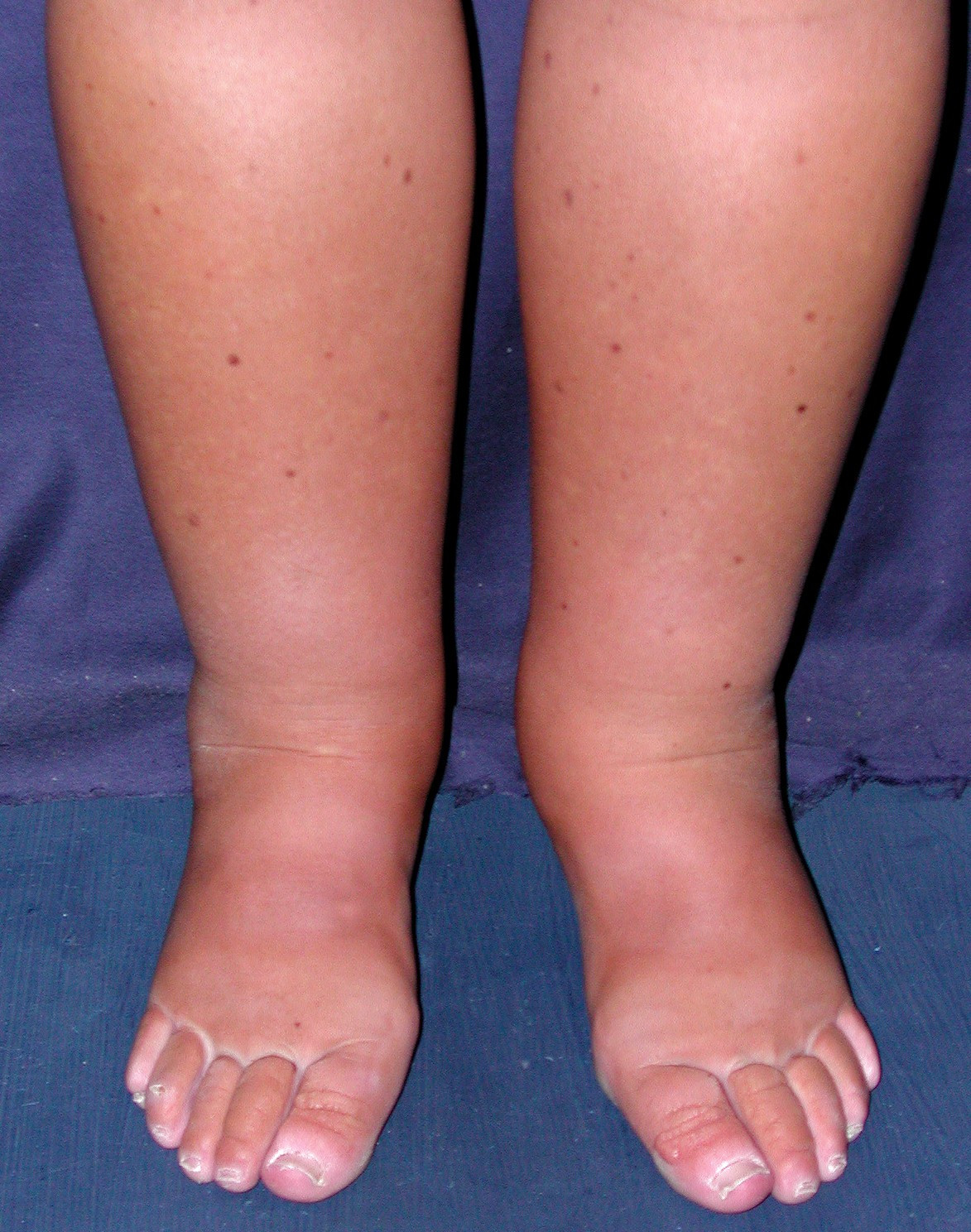
23-letnia kobieta z obrzękiem chłonnym kończyn dolnych od niemowlęctwa.

Choroba Waldmanna (pierwotna limfangiektazja jelitowa, ang. primary intestinal lymphangiectasia, PIL) – rzadka choroba polegająca na poszerzeniu naczyń chłonnych jelit, powodującym przeciek chłonki do światła jelita cienkiego, odpowiedzialny za enteropatię z utratą białka, limfopenię, hipoalbuminemię i hipogammaglobulinemię. PIL jest zazwyczaj rozpoznawana przed 3. rokiem życia, ale późniejsze diagnozy również były opisywane. Rozpowszechnienie choroby Waldmanna nie jest oszacowane. Głównym objawem jest obustronny obrzęk kończyn dolnych. Obrzęk może być średniego stopnia lub ciężki, z objawami obrzęku uogólnionego (anasarca), obejmującego wysięk do jamy opłucnej, do jamy osierdzia i jamy otrzewnej. Towarzyszyć mu mogą objawy zmęczenia, bóle brzucha, utrata masy ciała, biegunka i niedobory witamin rozpuszczalnych w tłuszczach (A, D, E, K) spowodowane zespołem złego wchłaniania. U niektórych pacjentów obrzęk kończyn dolnych ma charakter obrzęku limfatycznego i trudno go rozróżnić od prawdziwego obrzęku. Enteropatia wysiękowa może zostać potwierdzona w badaniu 24-godzinnego klirensu alfa-1-antytrypsyny. Etiologia choroby jest nieznana; rodzinne występowanie PIL jest bardzo rzadkie. Potwierdzenie rozpoznania stawiane jest na podstawie badania endoskopowego i stwierdzeniu limfangiektazji w badaniu histologicznym bioptatu. Diagnostyka różnicowa choroby Waldmanna obejmuje zaciskające zapalenie osierdzia, chłoniaka jelita, chorobę Whipple’a, chorobę Crohna, gruźlicę jelit, sarkoidozę. Chłoniaki B-komórkowe mogą współistnieć u pacjentów z pierwotnymi limfangiektazjami jelitowymi. 
Leczenie jest objawowe i polega na stosowaniu ograniczonej diety: niskotłuszczowej, z suplementacją trójglicerydów z resztami kwasów tłuszczowych o łańcuchami średniej długości, które są wchłaniane bezpośrednio do krążenia wrotnego i nie przeciążają naczyń chłonnych jelit. Inne proponowane terapie obejmują antyplazminę, kortykosterydy i oktreotyd. W rzadkich przypadkach segmentalnej / zlokalizowanej choroby, zastosowanie znajduje leczenie chirurgiczne z resekcją zajętego odcinka jelita.